# Medisch Wetenschappelijk Instituut
Het Prof. Dr. Paul C. Flu Medisch Wetenschappelijk Instituut (MWI) is een Surinaams biomedisch onderzoeks- en opleidingsinstituut. Het instituut werkt nauw samen met de medische faculteit van de Anton de Kom Universiteit van Suriname.
De start met het MWI werd in maart 1966 gemaakt met een bezoek van minister Albert Cameron van Onderwijs en Volksontwikkeling aan Nederland om met verschillende Nederlandse universiteiten te overleggen over de oprichting van een ontwikkelinguniversiteit in Suriname. Er werd gerekend op 250 studenten op jaarbasis en er werd ook voorzien in een medische bibliotheek. Op 22 april 1966 sloot hij hiervoor een overeenkomst met de Rijksuniversiteit Leiden. De eerste steen van het gebouw werd gelegd op 27 september 1969 en de officiële opening vond op 30 juni 1973 plaats. Het instituut werd gebouwd op het terrein van het Academisch Ziekenhuis Paramaribo.